# Ludność Ciechanowa
Poniższa lista prezentuje zmiany liczby ludności w Ciechanowie od roku 1939 do 2013.

## LudnośćCiechanowa
- 1939 - 15 500
- 1946 - 11 831 (spis powszechny)
- 1950 - 14 469 (spis powszechny)
- 1955 - 18 406
- 1960 - 19 998 (spis powszechny)
- 1961 - 20 400
- 1962 - 20 600
- 1963 - 20 900
- 1964 - 21 000
- 1965 - 21 129
- 1966 - 21 300
- 1967 - 22 400
- 1968 - 22 900
- 1969 - 23 200
- 1970 - 23 400 (spis powszechny)
- 1971 - 23 525
- 1972 - 24 100
- 1973 - 26 400
- 1974 - 26 823
- 1975 - 27 349
- 1976 - 28 100
- 1977 - 31 400
- 1978 - 31 700 (spis powszechny)
- 1979 - 32 600
- 1980 - 33 839
- 1981 - 34 746
- 1982 - 35 933
- 1983 - 37 586
- 1984 - 38 447
- 1985 - 38 805
- 1986 - 39 685
- 1987 - 40 980
- 1988 - 42 305 (spis powszechny)
- 1989 - 43 208
- 1990 - 43 986
- 1991 - 44 661
- 1992 - 45 054
- 1993 - 45 841
- 1994 - 46 283
- 1995 - 46 813
- 1996 - 47 092
- 1997 - 47 249
- 1998 - 47 468
- 1999 - 47 588
- 2000 - 47 607
- 2001 - 47 446
- 2002 - 46 481 (spis powszechny)
- 2003 - 46 525
- 2004 - 46 274
- 2005 - 45 947
- 2007 - 45 555
- 2008 - 45 473
- 2009 - 45 432
- 2010 - 45 895
- 2011 - 45 481
- 2013 - 44 797

## Powierzchnia Ciechanowa
- 1995 - 32,51 km²
- 2004 - 32,84 km²
- 2006 - 32,62 km²